# Soest (Nizozemsko)
Soest (nizozemská výslovnost: [sust]) je obec a město ve středním Nizozemsku v provincii Utrecht. Je asi 6 km západně od Amersfoortu.

## Populační centra
- Boerenstreek
- De Eng Soest Midden
- 't Hart Soestdijk
- Klaarwater
- Overhees
- Smitsveen
- Soestduinen
- Soesterberg
- Soest-Zuid

## Město Soest
Nejstarší dokumenty zmiňující Soest (tehdy psané jako Zoys) pocházejí z roku 1029. Jeho nejstarší kostel (Oude Kerk, tedy Starý kostel), který se dodnes používá, pochází z patnáctého století. Stopy dřívějšího osídlení zde však jsou. Oblast „Hees“, nyní na okraji Soestu, se může datovat do raného středověku a prehistorické mohyly v Soesterduinen poukazují na pravěká obydlí v této oblasti.

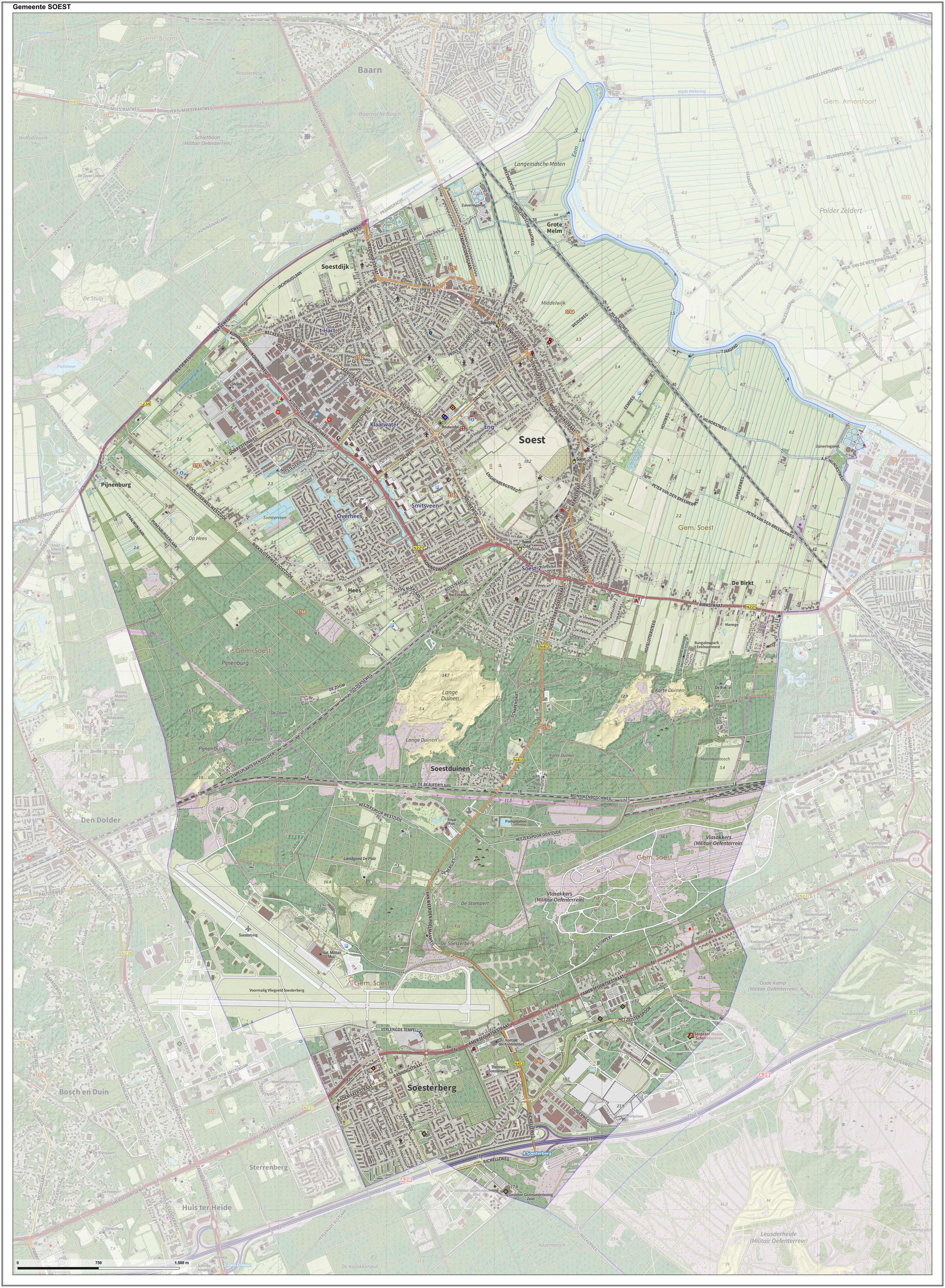
Topografická mapa Soestu

Zemědělská činnost je stále viditelná, protože v Soestu je mnoho zemědělské půdy. Písečné duny Soesterduinen jsou oblíbenou rekreační oblastí.
V současné době žije v Soestu přibližně 47 tisíc obyvatel, převážně dojíždějících.

## Doprava
Soest má tři železniční stanice:
- Soestdijk
- Soest
- Soest Zuid

Největší je Soest Zuid.
Do Soestu se lze dostat vlakem z Utrechtu a Baarnu; všechny vlaky zastavují na všech třech stanicích. Stanice Soestduinen, která se nachází mezi Utrecht Centraal a Amersfoort Centraal, byla uzavřena v roce 1998 poté, co byla v provozu 135 let. V současné době je to restaurace.
Stanice, do kterých se lze dostat přímo ze Soestu (k roku 2021), jsou:
- Baarn
- Den Dolder
- Bilthoven
- Utrecht Overvecht
- Utrecht Centraal

Soest má řadu autobusových zastávek a tři autobusové linky, které všechny odjíždějí z autobusového nádraží v Soest Zuid.

## Významní lidé

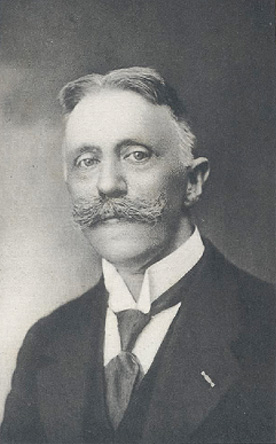
Dirk Jan de Geer, 1930

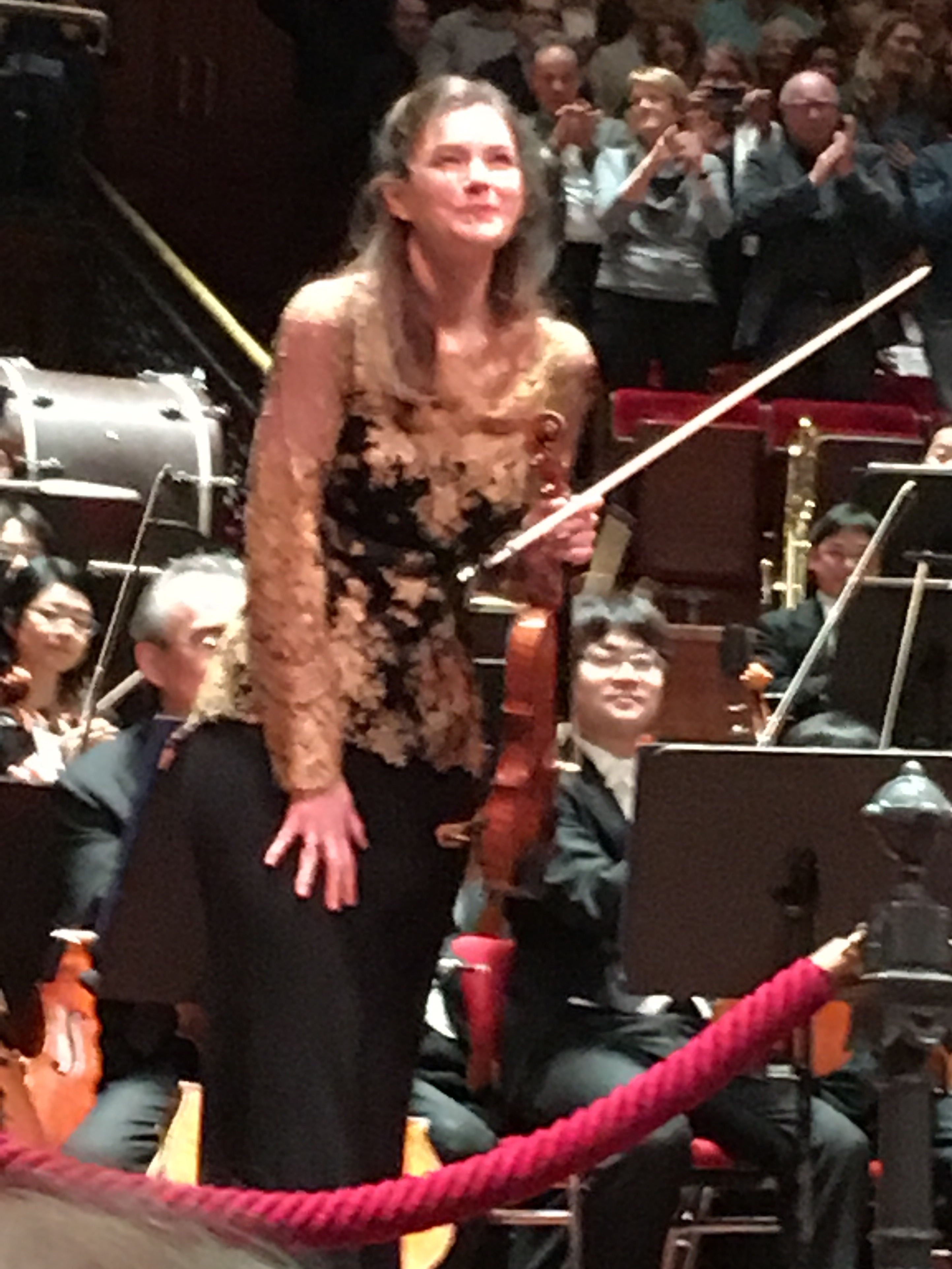
Janine Jansenová

- Gerard Soest (cca 1600 – 1681), portrétista působící v Anglii
- Princ Alexandr Nizozemský (1818–1848), druhý syn krále Viléma II. a královny Anny Pavlovny
- Dirk Jan de Geer (1870–1960), politik, nizozemský premiér v letech 1926–1929 a 1939–1940
- Frida Vogelsová (* 1930), spisovatelka, žije v Bologni
- Ed van den Heuvel (* 1940), astronom
- Marlous Fluitsmaová (* 1946), herečka[2]
- Peter Kooy (* 1954), baskytarista specializující se na barokní hudbu
- Jack Wouterse (* 1957), herec[3]
- Thomas von der Dunk (* 1961), kulturní historik, spisovatel a publicista
- Janine Jansenová (* 1978), houslistka a violistka
- Mirik Milan (* 1981), bývalý amsterodamský noční starosta

### Sport
- Robert Roest (* 1969), fotbalista
- Jolanda Elshofová (* 1975), bývalá volejbalistka
- Bianca van den Hoek (* 1976), profesionální závodní cyklistka
- Richard van Zijtveld (* 1979), bývalý hráč šipek
- Daniël Stellwagen (* 1987), šachový velmistr
- Daan Huizing (* 1990), profesionální golfista

## Partnerská města
- Soest, Německo, od roku 2004

## Galerie

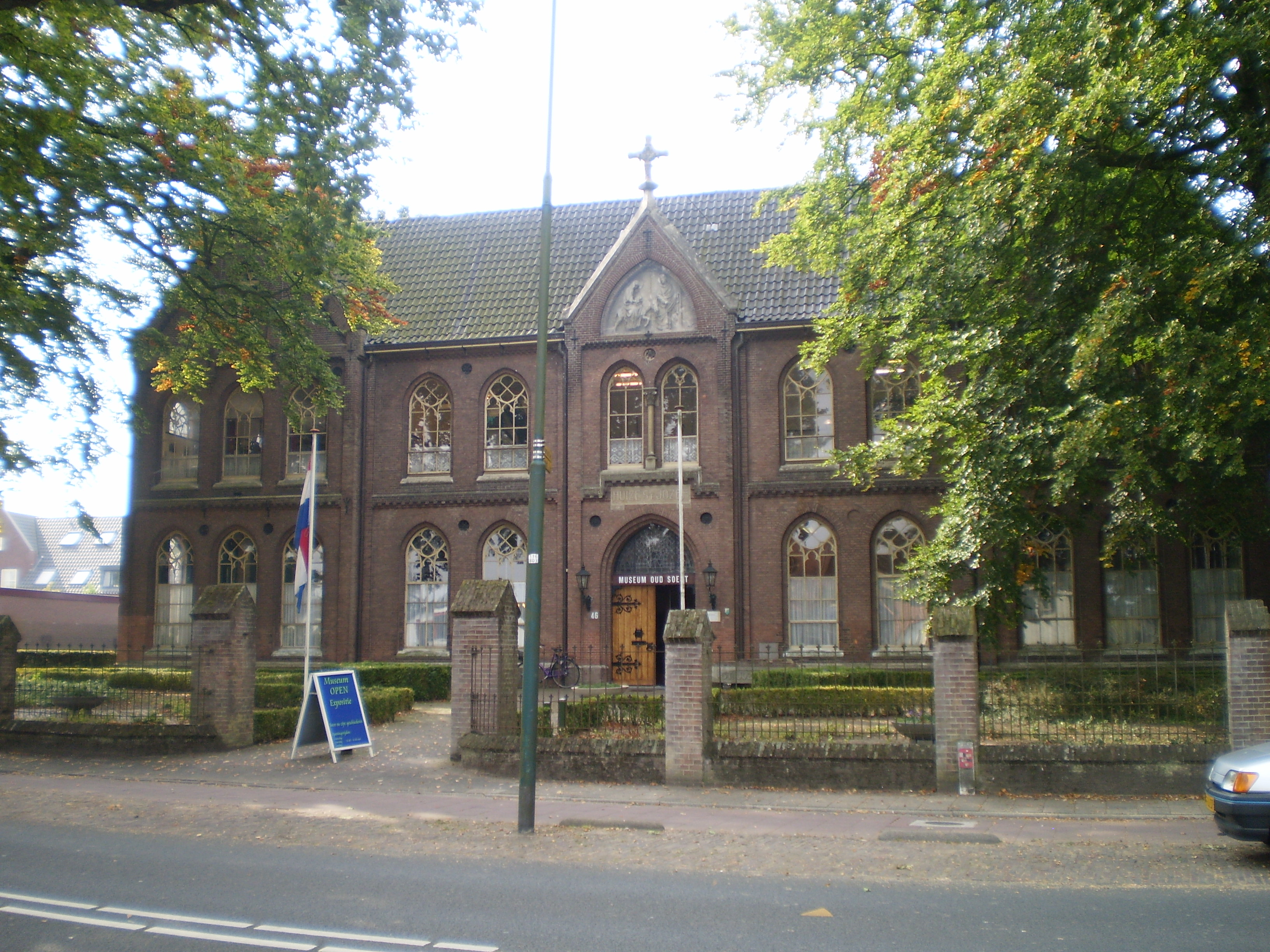
Muzeum Starý Soest
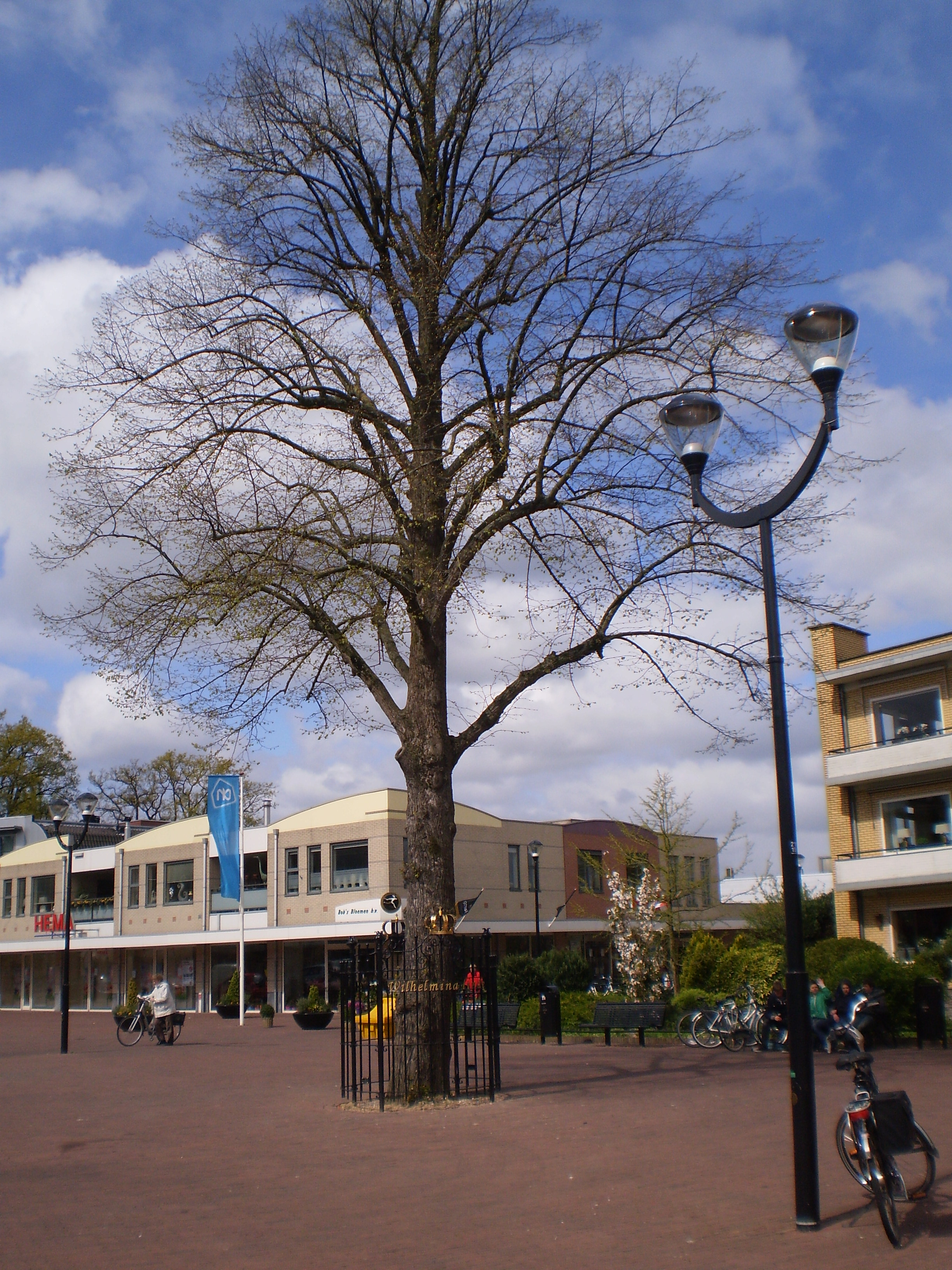
Soest Wilhelminalinde
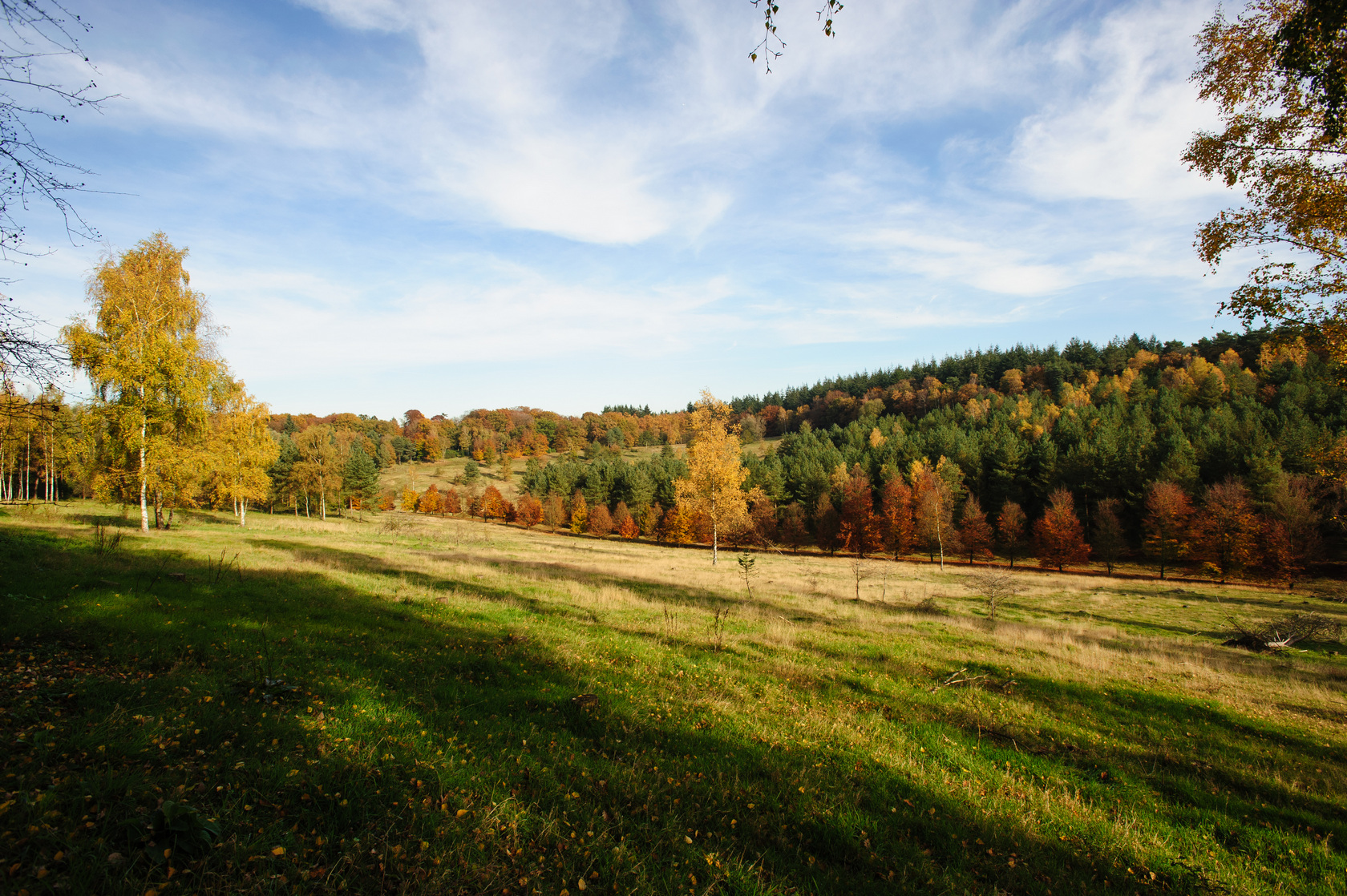
Soest: podzimní krajina
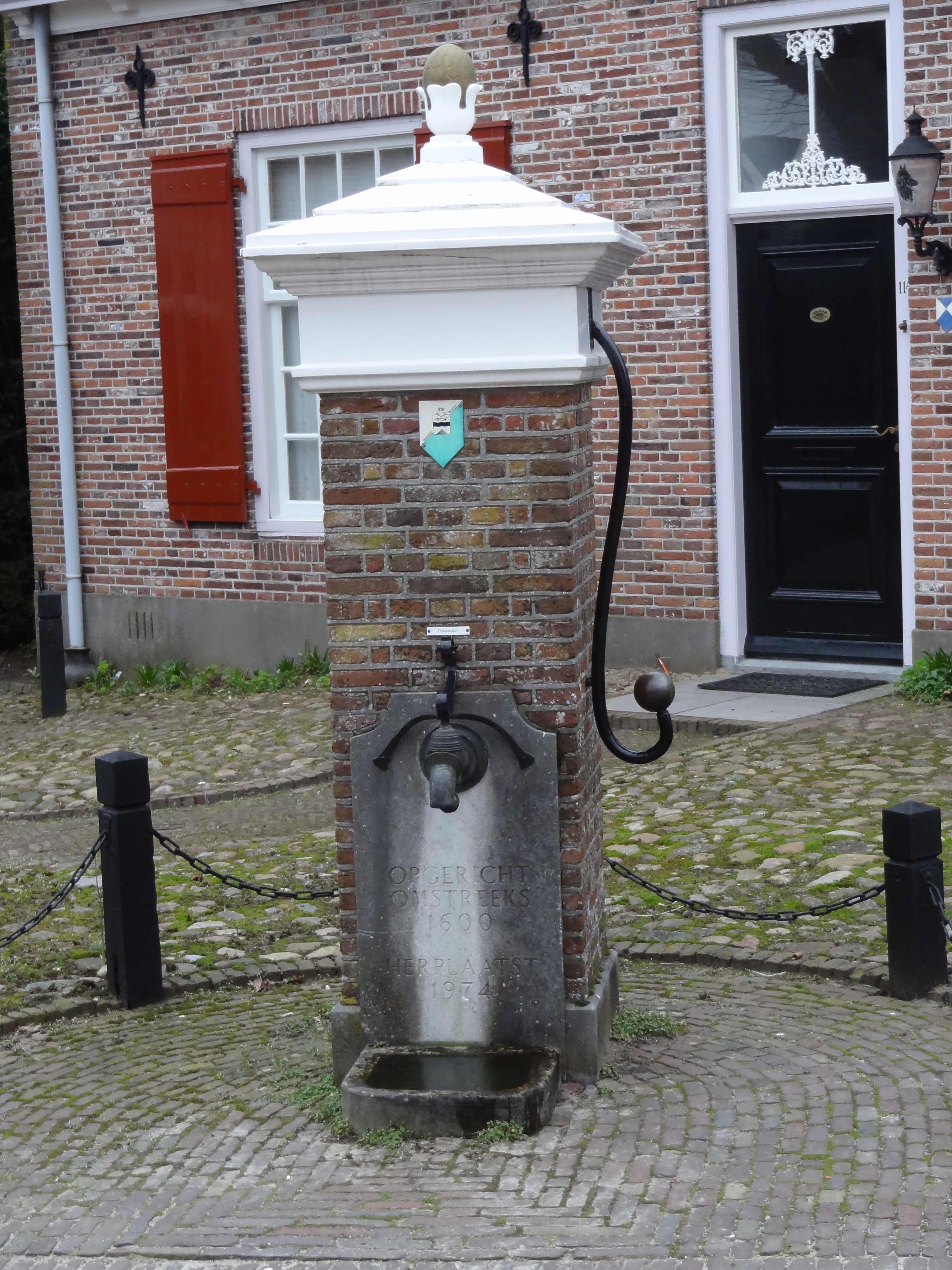
Soest: vodní čerpadlo na křižovatce Kerkstraat a Eemstraat